# 桂菊團治
桂 菊團治（かつら きくだんじ）は、上方落語の名跡。現在は空き名跡となっている。
- 初代 桂菊團治 - （生没年不詳）は、本名、享年とも不詳。『落語系圖』によれば、2代目桂文團治の門下に初代菊團治の名が見られるが、詳細については全く不明である。

- 2代目 桂菊團治 - 本項にて記述。

2代目 桂菊團治（1878年 - ?）は、本名: 菊堂 聴圓。享年不詳。
京都市中京区醒ヶ井の安養院という浄土宗寺院の息子。
本山・知恩院の学寮へ通っているうちに寄席通いに明け暮れるようになり、ある晩、素人ながら穴の空いた席の高座を務めたところ好評を得、以後、毎夜の高座を務めるようになった。それが檀家に知られ、寺を追放された。
1897年ころに京都に活動拠点をいていた初代笑福亭圓篤の門下になって笑福亭小圓、その後大阪に出て1907年に2代目桂文團治の門下で2代目菊團治を襲名した。
僧侶出身ということで『鳥屋坊主』『宗論』などを得意とし、独特の妙味を出していた。後に大阪に出て怪談噺を演じる。法善寺紅梅亭のヘタリを務めると共に、教員出身の3代目桂文昇と組んで「記録術」を売物にし、二人で新作落語や大津絵節の合作もした。
僧籍にあった人らしく、茶道や華道など多趣味であった。特に茶道は藪内流の宗匠で、千家の家元とも交流があり、大実業家の野村家にも出入りしていた。
大正末年ころには落語界から遠ざかり始め、以降は茶道師範の肩書きで生活していたと思われる。昭和10年代末に死去した模様である。